# 織田政時
織田 政時（おだ まさとき）は、江戸時代前期の旗本。通称は小十郎。

## 略歴
大和国戒重藩初代藩主・織田長政の次男として誕生。
慶安3年（1650年）9月3日、西の丸書院番に召し出される。蔵米300俵を支給される。貞享元年（1684年）8月11日、駿府加番の帰路に死去した。
長男は下野国大田原藩主・大田原高清の養子となっていたため（大田原典清）、次男・松之助が家督を相続したものの6歳で早世し、無嗣改易となる。

## 系譜
子女は2男1女。
- 父：織田長政
- 母：不詳
- 正室：織田高長三女
  - 長男：大田原典清 - 大田原高清の養子
- 生母不明の子女
  - 男子：松之助
  - 女子：織田長清正室